# Minivolleybal
Minivolleybal, circulatievolleybal of circulatie-minivolleybal (de officiële benaming volgens de Nevobo) is een op volleybal gebaseerd spel dat kinderen stapje voor stapje het volleybalspel leert. Circulatievolleybal is bedoeld voor kinderen tot 12 jaar.
Eind 2009 heeft de Nevobo het concept omgedoopt tot 'Cool Moves Volley', meestal afgekort tot CMV, en er tevens een eigen website voor gelanceerd.

## Achtergrond
Er zijn verschillende aspecten in het volleybal die niet zo geschikt zijn voor kinderen. Dit zijn bijvoorbeeld de afmetingen van het veld, de hoogte van het net, en het gewicht van de bal. Dit heeft ertoe geleid dat er voor de jongere jeugd aangepaste regels zijn gemaakt. In het moderne minivolleybal in Nederland wordt meer en meer volgens het zogenaamde circulatievolleybal gespeeld, dat mede ontwikkeld is door Adrie Noy. Circulatievolleybal is een opleidingssysteem bestaande uit 6 niveaus die doorlopen kunnen worden van de leeftijd van 6 tot 12 jaar.

## Opzet
Het idee achter circulatievolleybal is de spelers zo veel mogelijk te laten bewegen. Verder wordt vanuit een basisniveau dat bestaat uit vangen en gooien, gestructureerd gewerkt naar een eindniveau dat al behoorlijk vergelijkbaar is met seniorenvolleybal.

### Niveau 1
Minivolleybal speel je vier tegen vier op een veld dat voor elk team 6 x 4,5 meter is, met een nethoogte van 2 meter. Het spelletje is vangen en gooien. Nadat de bal gegooid is draaien de spelers met de klok mee 1 positie door. Als de bal op de grond valt betekent dit dat de dichtstbijzijnde speler aan de kant moet. Als het veld leeg is dan is dit een punt voor het andere team. Een speler mag terug in het veld als een bal komend van het andere team door een medespeler gevangen wordt.

### Niveau 2
Verzwaring van niveau 1 door de eis dat het vangen en gooien op een volleybal-eigen manier moet gebeuren en dat de bal direct over het net gegooid moet worden. De bal wordt nu door middel van een onderhandse service in het veld gebracht. Als een speler de bal laat gaan moet die wachten tot er 3 ballen zijn gevangen.

### Niveau 3
Verzwaring van niveau 2 door de regel dat elke eerste bal die over het net komt onderhands gespeeld moet worden en vervolgens door een medespeler moet worden gevangen (als er nog slechts één speler in het veld staat mag deze de bal zelf vangen nadat hij hem onderhands heeft gespeeld). Een speler mag terug in het veld nadat een onderhands gespeelde bal door een medespeler gevangen is.

### Niveau 4
Verzwaring van niveau 3 door 3 contacten te eisen voordat de bal terug over het net gaat. Het eerste balcontact gebeurt door de bal onderarms of bovenhands te spelen. Het tweede balcontact gebeurt door middel van de vang-gooi beweging, zodat het makkelijker is om de bal in het spel te houden. Bij het derde balcontact wordt de bal onderarms of bovenhands over het net gespeeld. Het doordraaien gebeurt nu alleen als de service terugverdiend wordt (zelf gescoord of fout van tegenpartij). Ook na drie maal dezelfde serveerder wordt er doorgedraaid.

### Niveau 5
Verzwaring van niveau 4: de bal mag niet meer gevangen worden en het veld is wat groter (6 x 6 meter). De bal moet in 1, 2 of 3 balcontacten over het net worden gespeeld. Als de bal in 3 balcontacten goed over het net wordt gespeeld, dan krijgt dat team meteen een punt. Ook krijgt het team een punt wanneer de tegenstander een fout maakt. Het is dus mogelijk om in 1 rally meerdere punten te maken. Winnen op dit niveau gebeurt vaak door het team dat het vaakst de bal in 3 keer over het net weet te spelen, niet het team wat de minste fouten maakt.

### Niveau 6
Verzwaring van niveau 5 door toe te staan dat de service gebeurt met een onderhandse of bovenhandse opslag naar keuze. Ook zal op dit niveau voor het eerst de smash en een tipbal gezien worden. Hier is geen bonuspunt meer te verdienen als je de bal in drie keer goed over het net speelt. Je mag hier NIET de bal vangen.